# 夏統
夏统（?—?），字仲御，西晋会稽郡永兴县（今浙江萧山）人。
夏统幼年孤贫，以孝著称。非常善于谈论，宗族劝他为官，他隐居不仕。母亲病重，去洛阳买药。仕女如云，他都不看。遇见太尉贾充，深得赏识，劝其入仕，不应。当时三月上巳，贾充炫耀其随从威仪，使妓女艳妆，绕其船三周，夏统安坐如故，就像看不见一样。贾充称他为“木人石心”。返回会稽，不知所终。

## 延伸阅读
[在维基数据编辑]
 《晉書·卷094》，出自房玄齡《晉書》